# Fontenay-le-Pesnel
Pour les articles homonymes, voir Fontenay.
Fontenay-le-Pesnel est une commune française, située dans le département du Calvados en région Normandie.

## Géographie
Fontenay-le-Pesnel est une commune normande du Bessin située en périphérie ouest de Caen,  et, à vol d'oiseau, quinze kilomètres au sud-est de Bayeux, 11 km au nord-est de Villers-Bocage et à 37 km à l'est de Saint-Lô.
Elle se trouve dans l'aire d'attraction de Caen, ainsi que dans la zone d'emploi et dans le bassin de vie de cette ville.

### Communes limitrophes
Les communes limitrophes sont  Audrieu, Cristot, Juvigny-sur-Seulles, Tessel, Thue et Mue et Tilly-sur-Seulles.

### Géologie et relief
La superficie de la commune est de 10,07 km2 ; son altitude varie de 51  à   114 mètres.

### Hydrographie
La commune est située dans le bassin Seine-Normandie. Elle est drainée par la Seulles et le Bordel,.
La Seulles, d'une longueur de 72 km, prend sa source dans la commune de Dialan sur Chaîne, longe la commune sur une petite section sur son flanc sud-ouest et se jette  dans la baie de Seine à Courseulles-sur-Mer, après avoir traversé 31 communes. Les caractéristiques hydrologiques de la Seulles sont données par la station hydrologique située sur la commune de Juvigny-sur-Seulles. Le débit moyen mensuel est de 1,53 m3/s. Le débit moyen journalier maximum est de 32,6 m3/s, atteint lors de la crue du 26 janvier 1995. Le débit instantané maximal est quant à lui de 36,7 m3/s, atteint le 5 décembre 1988.

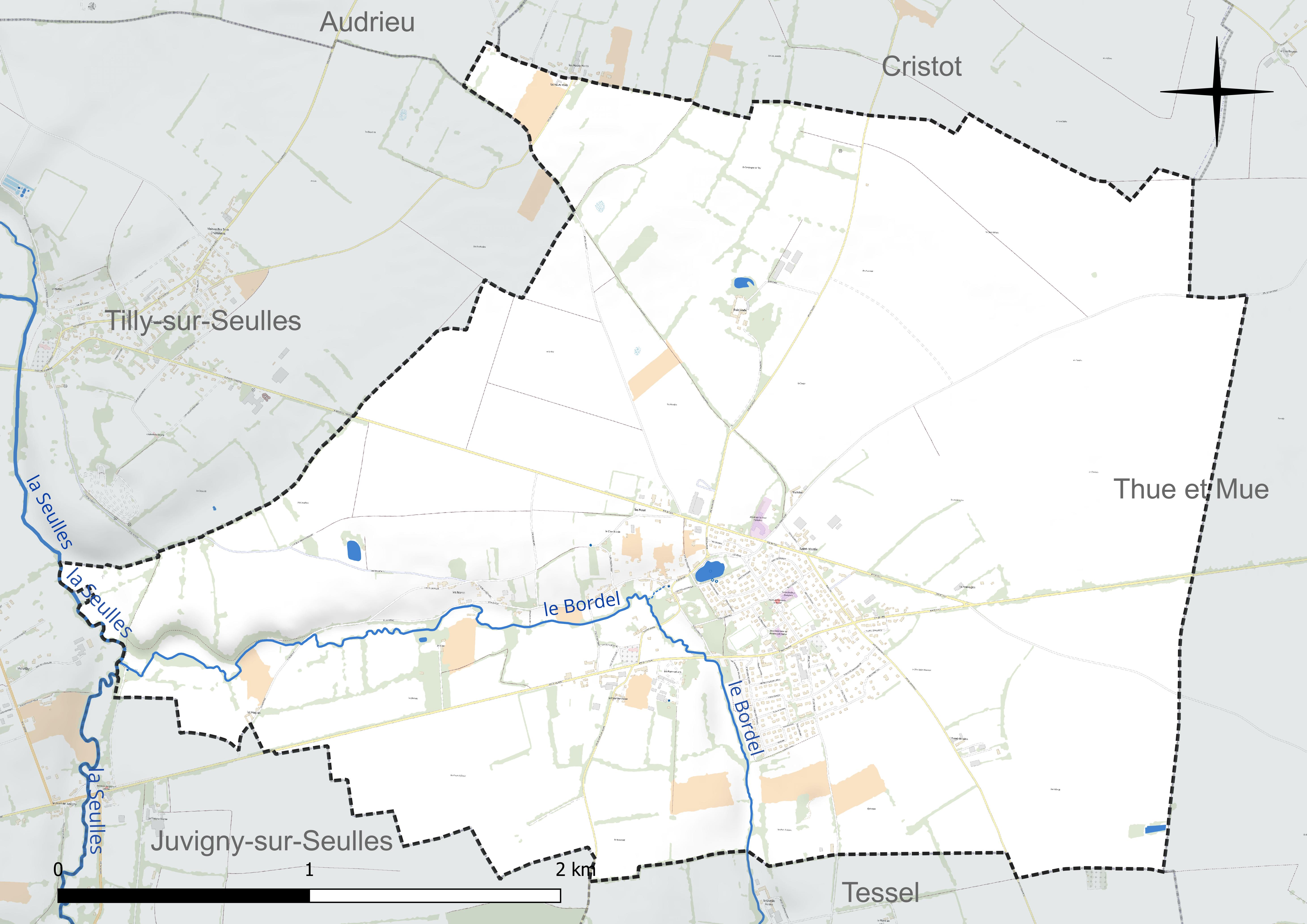
Réseau hydrographique de Fontenay-le-Pesnel.

Le Bordel, d'une longueur de 11 km, prend sa source dans la commune de Val d'Arry, s'écoule du sud vers le nord sur le territoire communal puis s'oriente à l'ouest et se jette  dans la Seulles sur la commune, après avoir traversé trois communes. 

### Climat
Pour des articles plus généraux, voir Climat de la Normandie et Climat du Calvados.
En 2010, le climat de la commune est de type climat océanique altéré, selon une étude du CNRS s'appuyant sur une série de données couvrant la période 1971-2000. En 2020, Météo-France publie une typologie des climats de la France métropolitaine dans laquelle la commune est exposée à un climat océanique et est dans la région climatique Normandie (Cotentin, Orne), caractérisée par une pluviométrie relativement élevée (850 mm/a) et un été frais (15,5 °C) et venté. Parallèlement le GIEC normand, un groupe régional d'experts sur le climat, différencie quant à lui, dans une étude de 2020, trois grands types de climats pour la région Normandie, nuancés à une échelle plus fine par les facteurs géographiques locaux. La commune est, selon ce zonage, exposée à un « climat des plateaux abrités », correspondant à la plaine agricole de Caen à Falaise, sous le vent des collines de Normandie et proche de la mer, se caractérisant par une pluviométrie et des contraintes thermiques modérées.
Pour la période 1971-2000, la température annuelle moyenne est de 10,5 °C, avec  une amplitude thermique annuelle de 11,8 °C. Le cumul annuel moyen de précipitations est de 789 mm, avec 12,5 jours de précipitations en janvier et 7,9 jours en juillet. Pour la période 1991-2020, la température moyenne annuelle observée sur la station météorologique la plus proche, située sur la commune de Carpiquet à 10 km à vol d'oiseau, est de 11,5 °C et le cumul annuel moyen de précipitations est de 740,3 mm,. Pour l'avenir, les paramètres climatiques de la commune estimés pour 2050 selon différents scénarios d'émission de gaz à effet de serre sont consultables sur un site dédié publié par Météo-France en novembre 2022.

## Urbanisme

### Typologie
Au 1er janvier 2024, Fontenay-le-Pesnel est catégorisée bourg rural, selon la nouvelle grille communale de densité à 7 niveaux définie par l'Insee en 2022.
Elle est située hors unité urbaine. Par ailleurs la commune fait partie de l'aire d'attraction de Caen, dont elle est une commune de la couronne,. Cette aire, qui regroupe 296 communes, est catégorisée dans les aires de 200 000 à moins de 700 000 habitants,.

### Occupation des sols

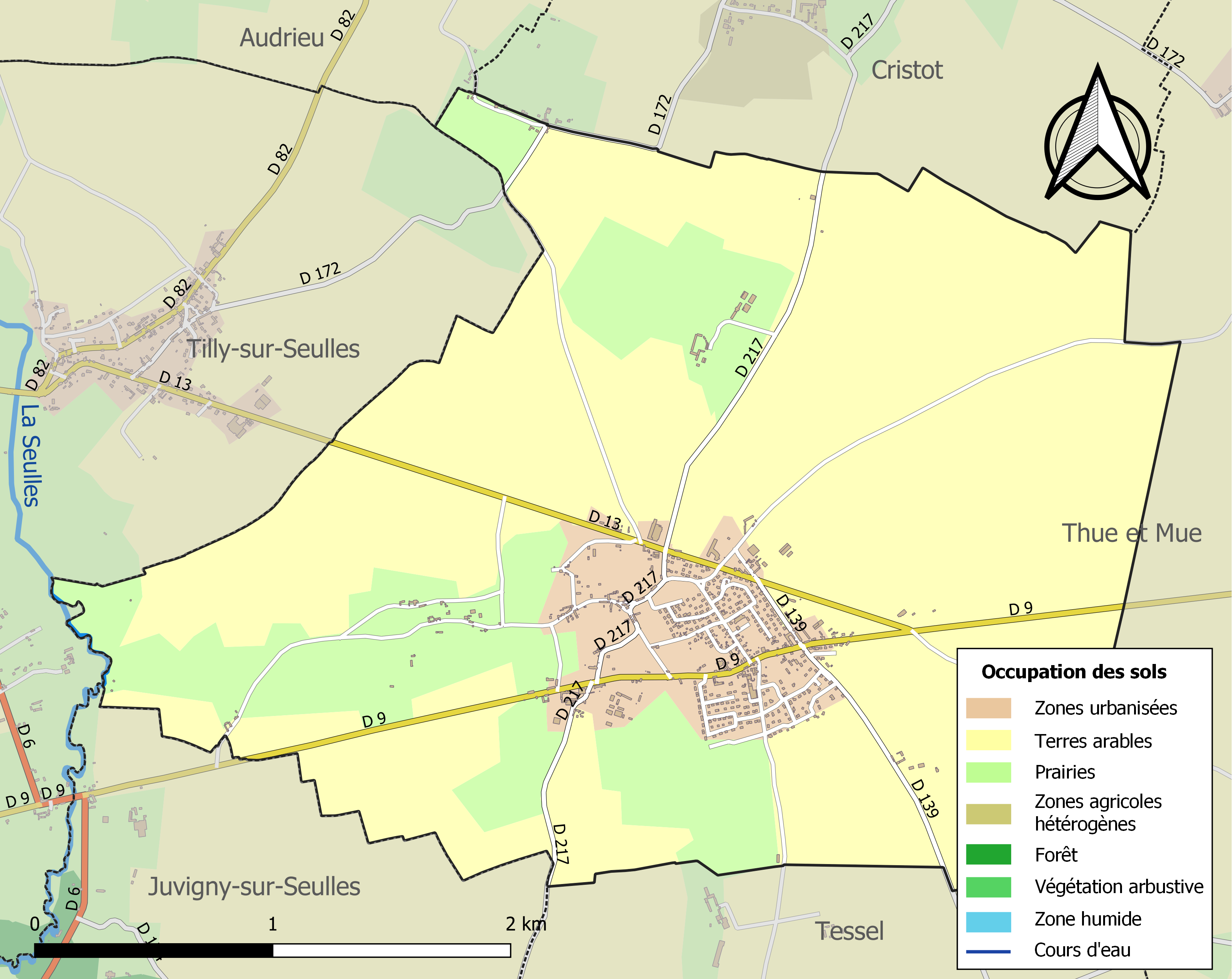
Carte des infrastructures et de l'occupation des sols de la commune en 2018 (CLC).

L'occupation des sols de la commune, telle qu'elle ressort de la base de données européenne d'occupation biophysique des sols Corine Land Cover (CLC), est marquée par l'importance des territoires agricoles (91,8 % en 2018), en diminution par rapport à 1990 (94,6 %).
La répartition détaillée en 2018 est la suivante : terres arables (72,9 %), prairies (18,8 %), zones urbanisées (8,2 %).
L'évolution de l'occupation des sols de la commune et de ses infrastructures peut être observée sur les différentes représentations cartographiques du territoire : la carte de Cassini (XVIIIe siècle), la carte d'état-major (1820-1866) et les cartes ou photos aériennes de l'IGN pour la période actuelle (1950 à aujourd'hui).

### Habitat et logement
En 2021, le nombre total de logements dans la commune était de 491, alors qu'il était de 458 en 2016 et de 358 en 2011.
Parmi ces logements, 92,3 % étaient des résidences principales, 3,4 % des résidences secondaires et 4,3 % des logements vacants. Ces logements étaient pour 97 % d'entre eux des maisons individuelles et pour 2,4 % des appartements.
Le tableau ci-dessous présente la typologie des logements à Fontenay-le-Pesnel en 2021 en comparaison avec celle du Calvados et de la France entière. Une caractéristique marquante du parc de logements est ainsi la faible proportion des résidences secondaires et logements occasionnels (3,4 %) par rapport au département (17,8 %) et à la France entière (9,7 %).
| Typologie                                               | Fontenay-le-Pesnel | Calvados | France entière |
| ------------------------------------------------------- | ------------------ | -------- | -------------- |
| Résidences principales (en %)                           | 92,3               | 75,5     | 82,2           |
| Résidences secondaires et logements occasionnels (en %) | 3,4                | 17,8     | 9,7            |
| Logements vacants (en %)                                | 4,3                | 6,6      | 8,1            |

### Voies de communication et transports
La commune est notamment desservie par la RD 9 qui lui donne un accès à Caen.

### Énergie
L'implantation d'une centrale photovoltaïque de 8 MWc est envisagée par l'entreprise Urbasolar sur un terrain qui a servi de site de stockage de déchets inertes et de résidus de broyage automobiles, entrainant l'inquiétude de riverains craignant les conséquences de la pollution,.

## Toponymie
Le nom de la localité est attesté sous la forme Fontanetum Paganelli en 1077.
Le toponyme Fontenay est issu (selon Ernest Nègre), du latin fontana « source », suffixé de -etum désignant un « ensemble de fontaines ».
Pesnel est le patronyme des anciens seigneurs de l'« honneur de la Haye », les Paisnel ou Paynel.
Au cours de la période révolutionnaire de la Convention nationale (1792-1795), la commune, nommée alors Saint-Aubin-de-Fontenay, a porté les noms de Fontenay-le-Pesnel et de Fontenay-sur-Seulles. Le premier nom a été conservé.

## Histoire

### Moyen Âge
Le 25 juillet 1346, pendant la guerre de Cent Ans, lors de la chevauchée d'Édouard III sur le sol français, les troupes du roi d'Angleterre ravagent le village.

### Époque contemporaine

Fontenay-le-Pesnel durant les combats de 1944
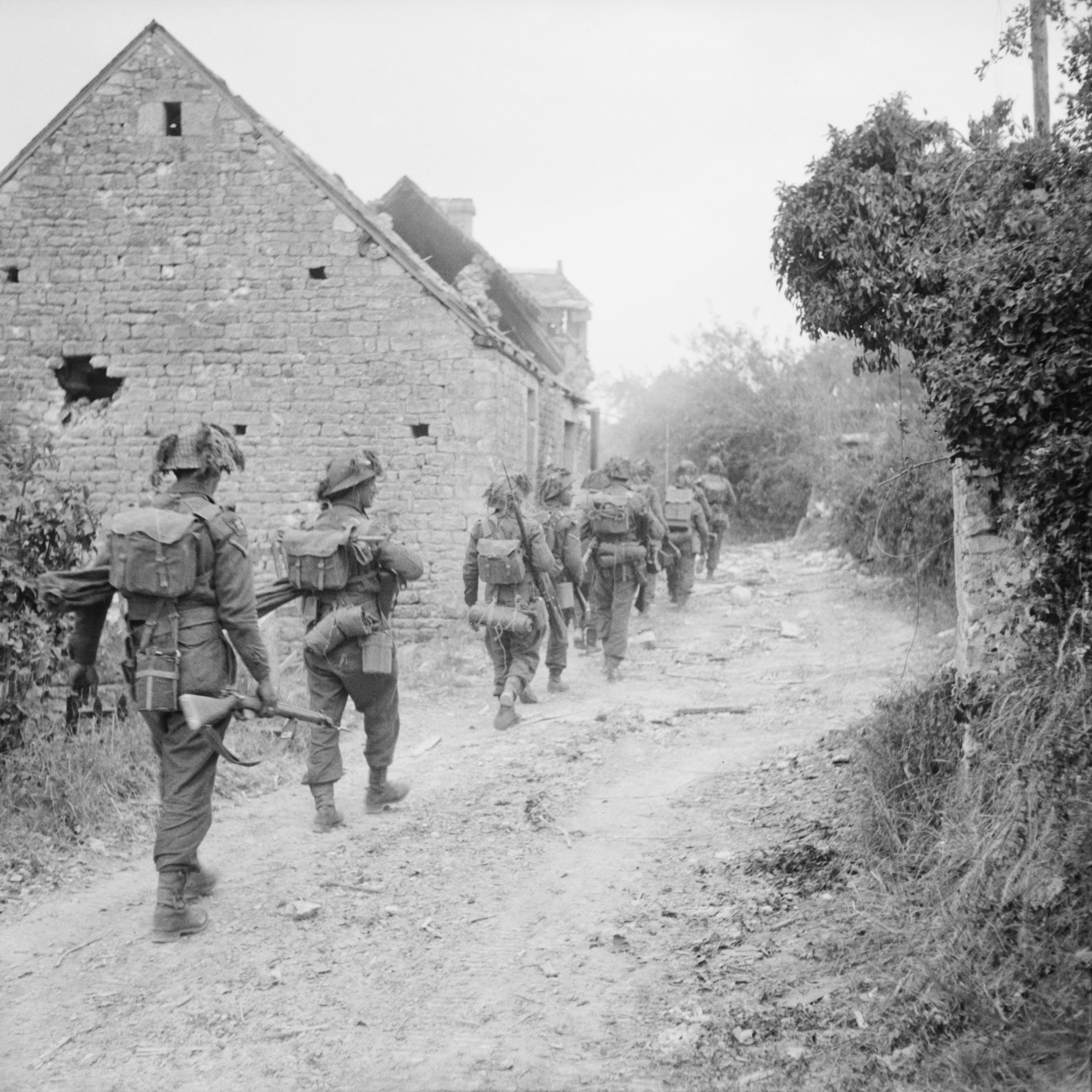
Fantassins du York and Lancaster Regiment le 25 juin 1944.
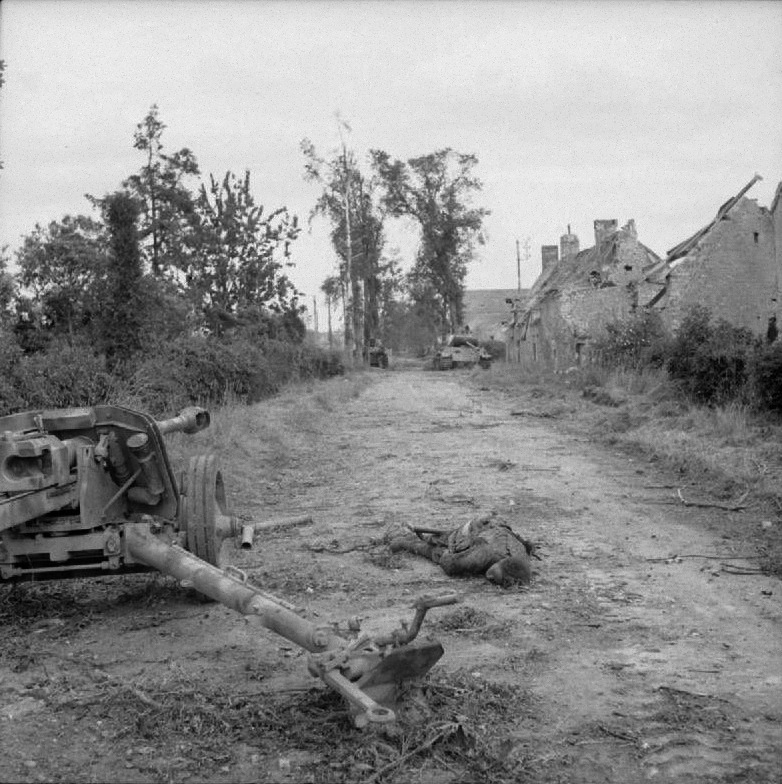
Un canon antichar allemand de 75 mm hors service et l'un de ses artilleurs gisant mort à côté de lui. Un char Panther désactivé et un Marder IIIM sont également visibles en arrière-plan, 25 juin 1944 (opération Martlet)

## Politique et administration

### Rattachements administratifs et électoraux

#### Rattachements administratifs
La commune se trouvait depuis 1793 dans l'arrondissement de Caen du département du Calvados. Le 1er janvier 2017, la commune passe de l'arrondissement de Caen à celui de Bayeux,.
Elle faisait partie depuis 1793 du canton de Tilly-sur-Seulles. Dans le cadre du redécoupage cantonal de 2014 en France, cette circonscription administrative territoriale a disparu, et le canton n'est plus qu'une circonscription électorale.

#### Rattachements électoraux
Pour les élections départementales, la commune fait partie depuis 2014 du canton de Thue et Mue.
Pour l'élection des députés, elle fait partie de la première circonscription du Calvados.

### Intercommunalité
Fontenay-le-Pesnel était membre de la petite communauté de communes du Val de Seulles, un établissement public de coopération intercommunale (EPCI) à fiscalité propre créé fin 1999 et auquel la commune avait transféré un certain nombre de ses compétences, dans les conditions déterminées par le code général des collectivités territoriales.
Dans le cadre des dispositions de la loi portant nouvelle organisation territoriale de la République du 7 août 2015, qui prévoit que les établissements publics de coopération intercommunale (EPCI) à fiscalité propre doivent avoir un minimum de 15 000 habitants, cette intercommunalité a fusionné avec ses voisines pour former, le 1er janvier 2017, la communauté de communes Seulles Terre et Mer, dont est désormais membre la commune.

### Liste des maires
| Période                                  | Période                   | Identité               | Étiquette | Qualité                                                                            |
| ---------------------------------------- | ------------------------- | ---------------------- | --------- | ---------------------------------------------------------------------------------- |
| Les données manquantes sont à compléter. |                           |                        |           |                                                                                    |
| 1989                                     | juillet 2020              | Jean-Pierre Chevalier, | DVG       | Officier de sapeurs-pompiers Vice-président de la CC du Val de Seulles (1999 → ? ) |
| juillet 2020,                            | En cours (au 17 mai 2024) | Richard Villechenon    | SE        | Cadre bancaire Vice-président de la CC Seulles Terre et Mer (2020 → )              |

## Équipements et services publics

### Enseignement
La compétence scolaire est assumée par l'intercommunalité.
Celle-ci réalise en 2024 un pôle périscolaire conçu par l'architecte Samuel Rabache comprenant essentiellement une salle de restauration scolaire en continuité de l'école maternelle, pouvant également accueillir les activités périscolaires. L'école primaire des Deux-Fontaines accueille les écoliers de CP à CM2.

### Santé et solidarité
Un EHPAD du groupe Hom'Age, « Les Deux Fontaines », se trouve sur la commune,.

## Population et société
Le gentilé des habitants est Fontenassien se trouve à Fontenay-le-Pesnel

### Démographie
L'évolution du nombre d'habitants est connue à travers les recensements de la population effectués dans la commune depuis 1793. Pour les communes de moins de 10 000 habitants, une enquête de recensement portant sur toute la population est réalisée tous les cinq ans, les populations de référence des années intermédiaires étant quant à elles estimées par interpolation ou extrapolation. Pour la commune, le premier recensement exhaustif entrant dans le cadre du nouveau dispositif a été réalisé en 2007.

En 2022, la commune comptait 1 237 habitants, en évolution de +5,82 % par rapport à 2016 (Calvados : +1,58 %, France hors Mayotte : +2,11 %).
| 1793 | 1800 | 1806 | 1821 | 1831 | 1836 | 1841 | 1846 | 1851 |
| ---- | ---- | ---- | ---- | ---- | ---- | ---- | ---- | ---- |
| 740  | 770  | 810  | 822  | 833  | 866  | 926  | 943  | 922  |

| 1856 | 1861 | 1866 | 1872 | 1876 | 1881 | 1886 | 1891 | 1896 |
| ---- | ---- | ---- | ---- | ---- | ---- | ---- | ---- | ---- |
| 904  | 901  | 919  | 919  | 904  | 850  | 764  | 682  | 682  |

| 1901 | 1906 | 1911 | 1921 | 1926 | 1931 | 1936 | 1946 | 1954 |
| ---- | ---- | ---- | ---- | ---- | ---- | ---- | ---- | ---- |
| 645  | 658  | 629  | 493  | 515  | 457  | 449  | 375  | 401  |

| 1962 | 1968 | 1975 | 1982 | 1990 | 1999 | 2006 | 2007 | 2012  |
| ---- | ---- | ---- | ---- | ---- | ---- | ---- | ---- | ----- |
| 462  | 475  | 449  | 828  | 902  | 938  | 919  | 916  | 1 054 |

| 2017  | 2022  | - | - | - | - | - | - | - |
| ----- | ----- | - | - | - | - | - | - | - |
| 1 160 | 1 237 | - | - | - | - | - | - | - |

### Sports et loisirs
Un city-stade est aménagé par la municipalité en 2024, rue Saint-Aubin.

## Économie
L'entreprise Elis, leader européen de la blanchisserie industrielle, dispose d'un site dans la commune depuis 1988, qui, en 2023, emploie 106 salariés,.

## Culture locale et patrimoine

### Lieux et monuments
- Fontaines romaines près de l'étang.
- Cimetière militaire britannique de Fontenay-le-Pesnel – Tessel, en bordure de la RD 139, comportant 520 tombes (457 Britanniques, 4 Canadiens et 59 Allemands). Ces soldats sont principalement morts pendant l'offensive Epsom (voir bataille de Caen) qui devait contourner Caen par l'ouest pour prendre la ville, ou à l'opération Martlet, destinée à couvrir le flanc droit de l'opération Epsom[36].

- Église Saint-Aubin du XIIe siècle, remaniée et agrandie aux XIIIe et XIVe siècles.
- Église Saint-Martin des XIVe et XVe siècles, en grande partie détruite en 1944.
- Monument à Jean Regnault de Segrais, réalisé par Raphaël Bourbon et Eugène Bénet, inauguré en 1911.

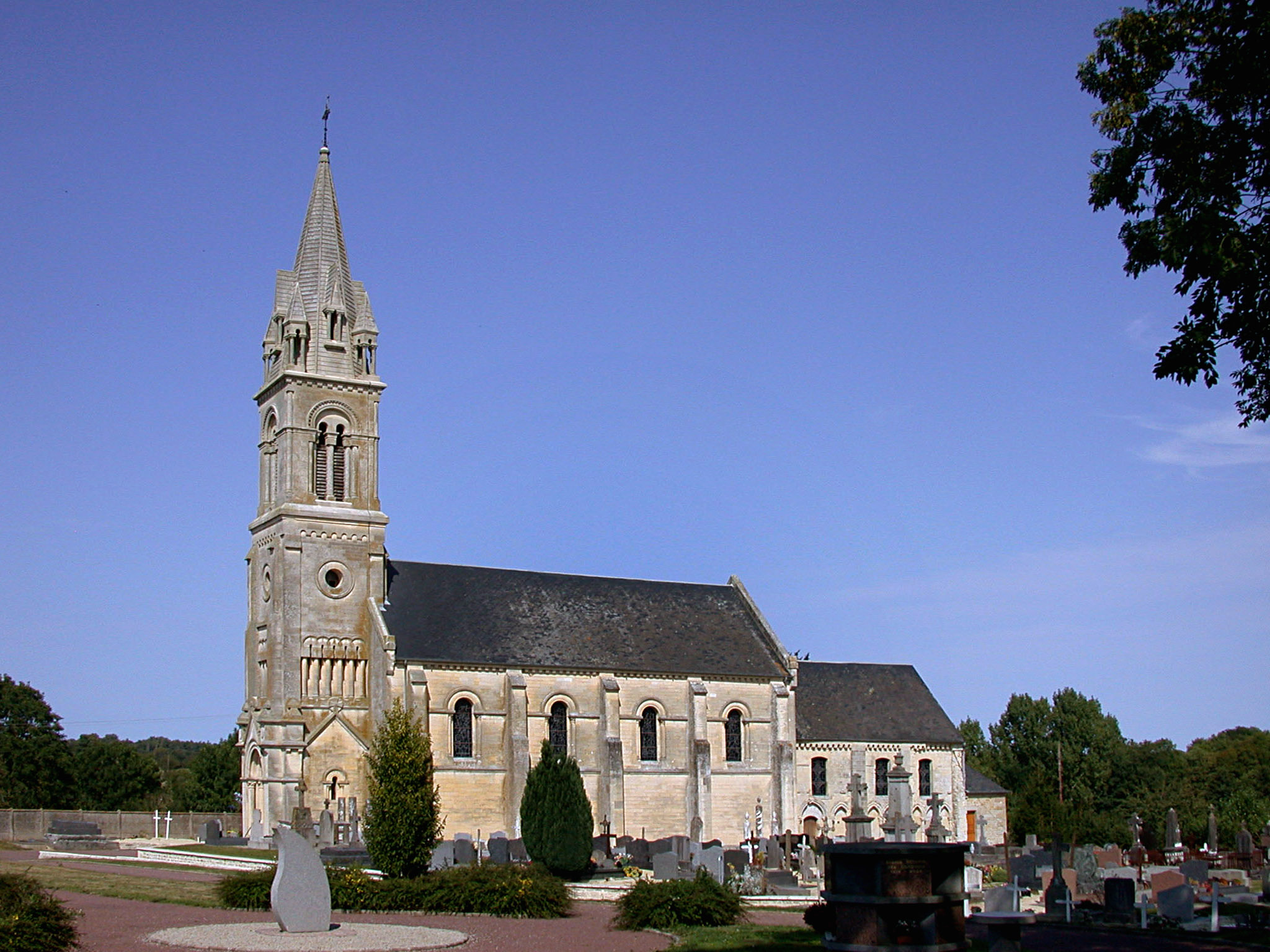
Façade sud de l'église Saint-Aubin.
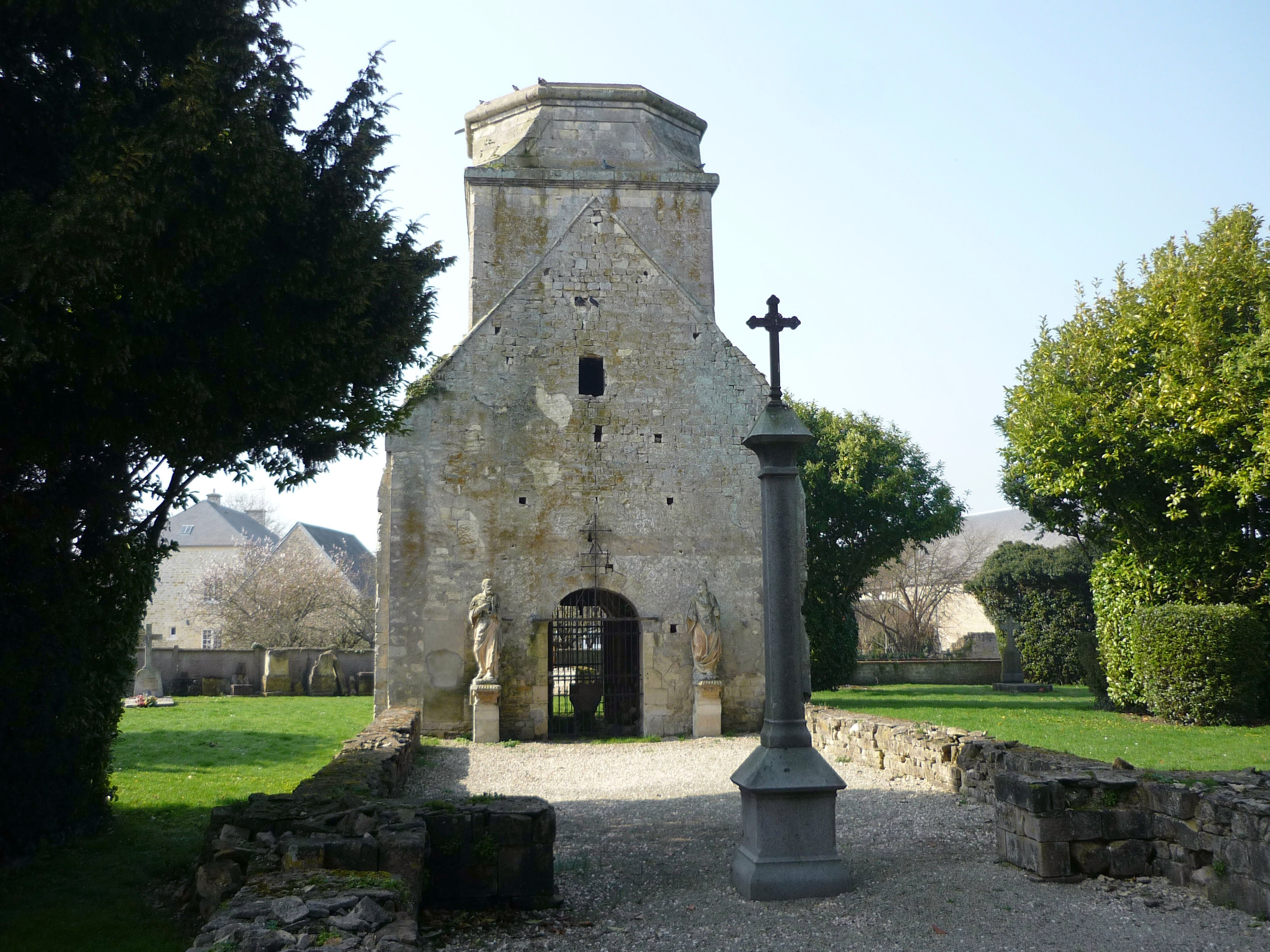
L'église Saint-Martin.
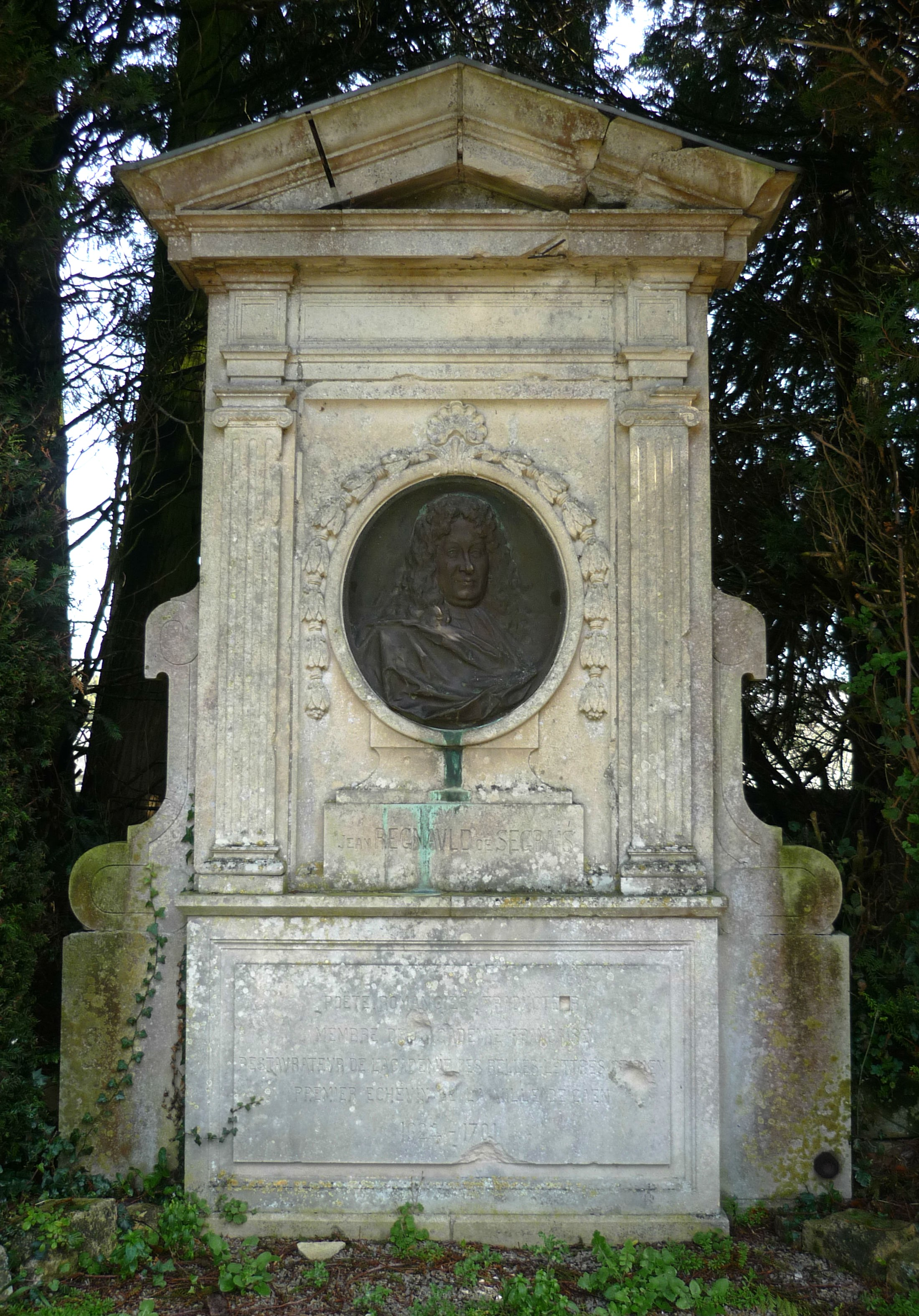
Monument à Jean Regnault de Segrais.
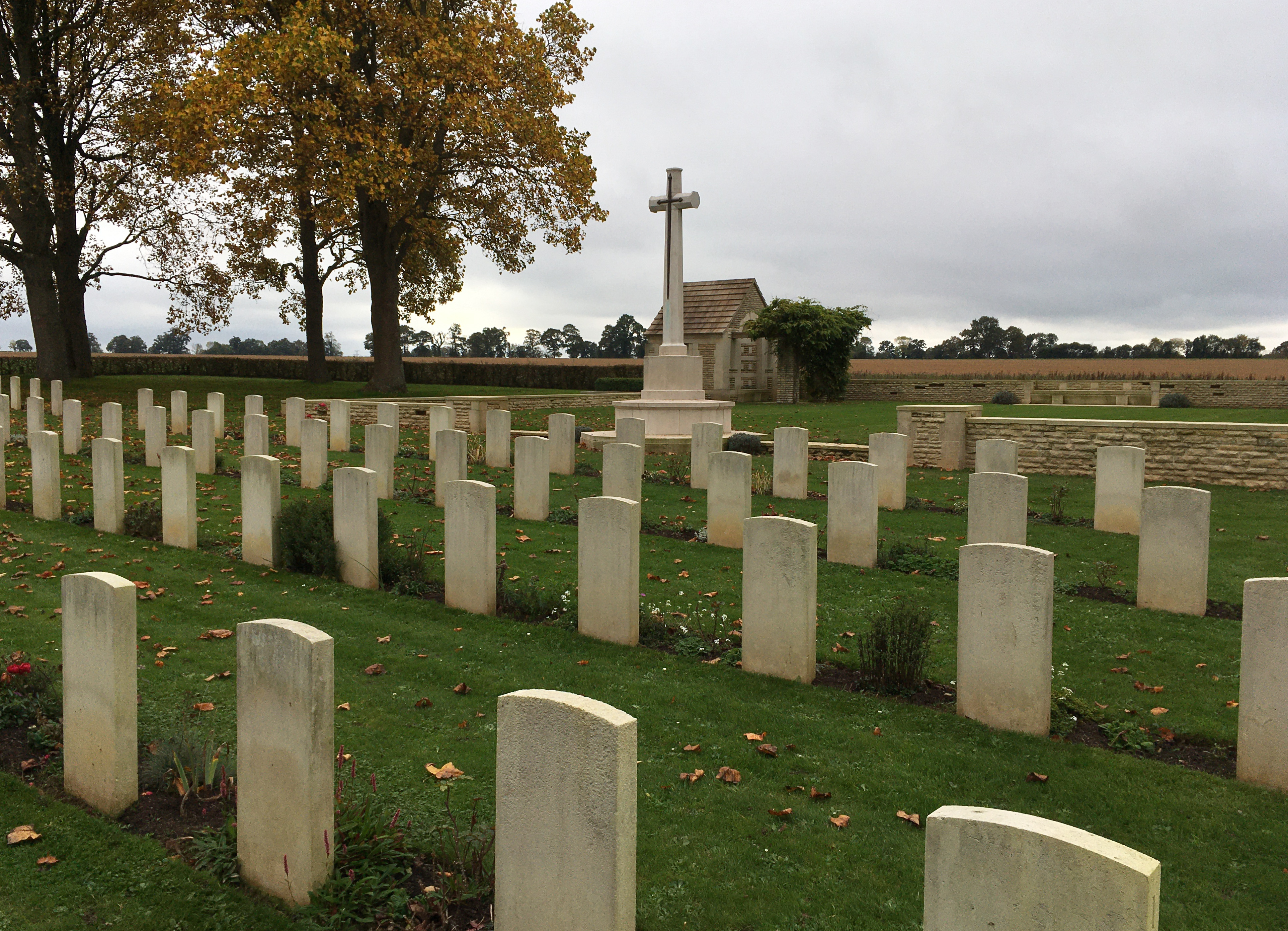
Le cimetière militaire et sa croix du sacrifice.
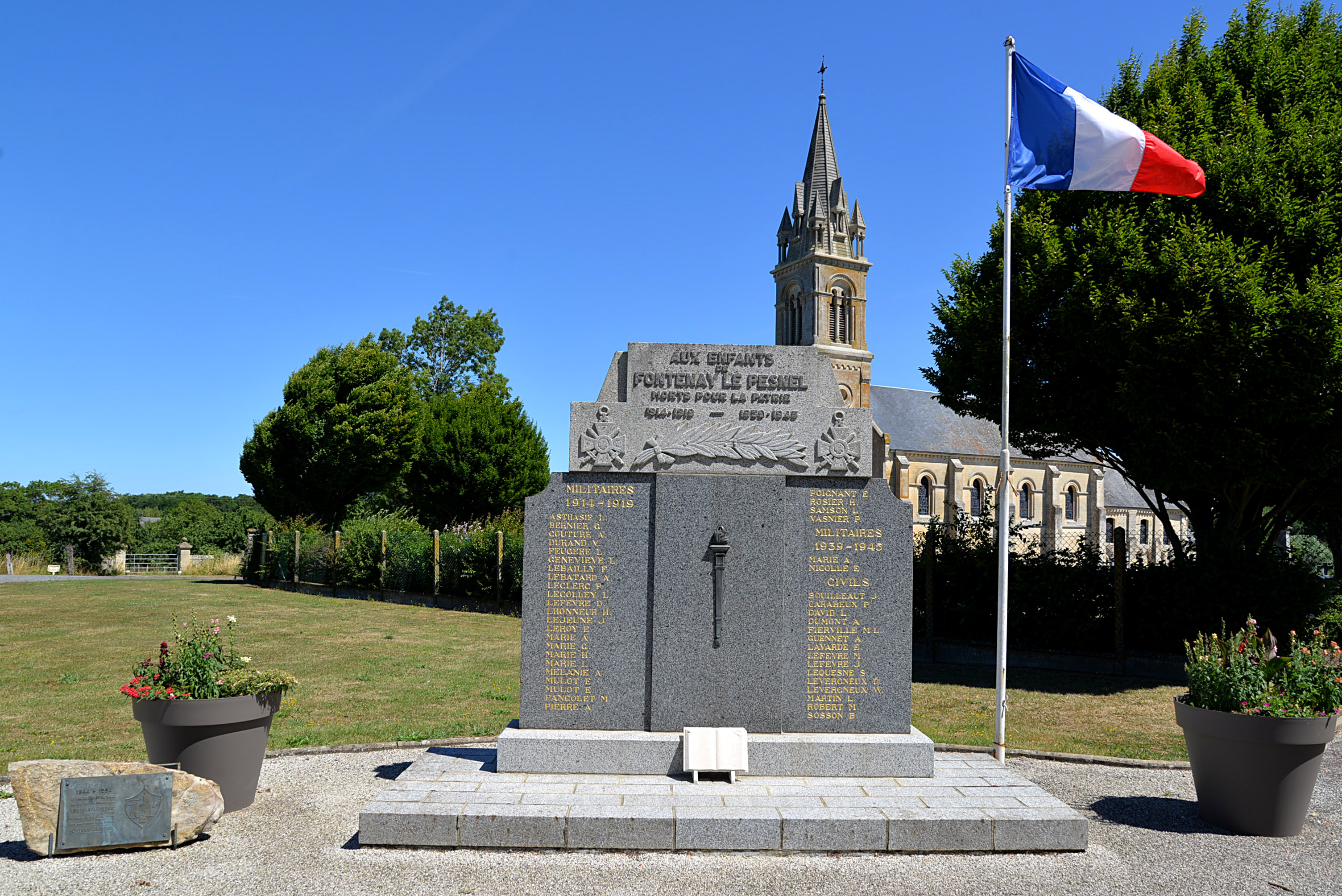
Le monument aux morts.
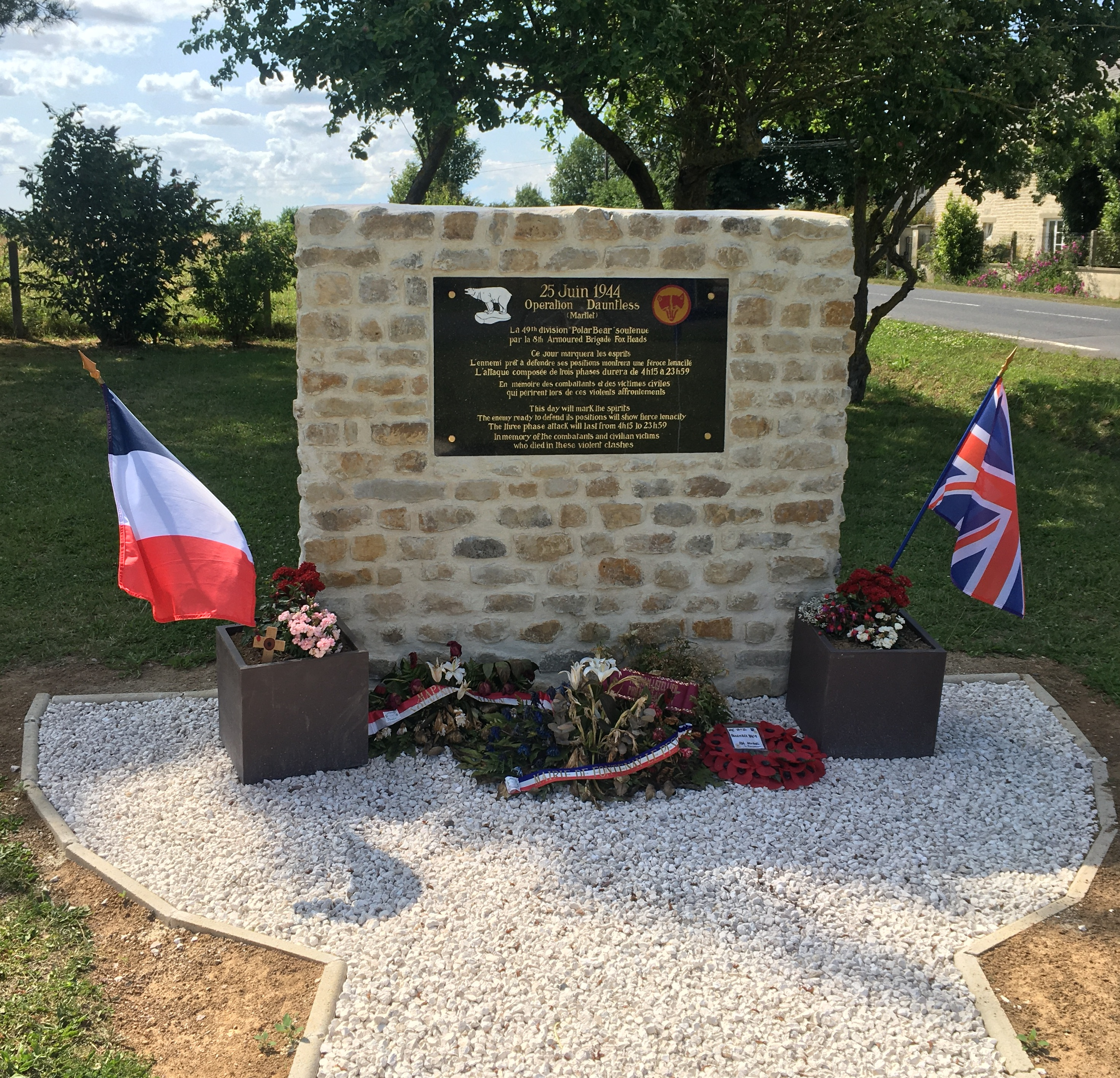
Stèle commémorative de l'Opération Martlet

### Personnalités liées à la commune
- Jean Regnault de Segrais (1624-1701), écrivain français, ami de Madame de La Fayette, auteur des Nouvelles Françaises (1656-1657) et de poésies pastorales, est enterré à l'emplacement de l'ancien chœur de l'église Saint-Martin.

## Pour approfondir